# Leptogaster pedania
Leptogaster pedania là một loài ruồi trong họ Asilidae. Leptogaster pedania được Walker miêu tả năm 1849. Loài này phân bố ở miền Australasia.